# Молодіжний працівник
«Молодіжний працівник» — це національна програма розвитку молодіжної роботи в Україні, започаткована у 2014 році Міністерством молоді та спорту України у партнерстві з Всеукраїнським молодіжним центром та міжнародними організаціями, такими як ПРООН та Рада Європи. Програма спрямована на підготовку фахівців для роботи з молоддю на регіональному та місцевому рівнях, забезпечуючи ефективне впровадження молодіжної політики та підтримуючи розвиток молодіжних центрів і громадських ініціатив.

## Цілі програми
- Підвищення професійної компетенції працівників, залучених до роботи з молоддю, включаючи державних службовців та активістів громадських організацій.
- Забезпечення соціальної згуртованості та залучення молоді до прийняття рішень на місцевому й національному рівнях.
- Розвиток молодіжної інфраструктури — створення та підтримка молодіжних центрів по всій Україні, що сприяє сталому розвитку молоді навіть в умовах воєнного стану.

## Структура та модулі програми
Навчальний процес у межах програми включає:
- Базові тренінги (27-54 години), що дають загальні знання з молодіжної політики та управління.
- Спеціалізовані модулі, такі як:
  - Диджиталізація у молодіжній роботі;
  - Волонтерський менеджмент;
  - Інклюзивність у молодіжних центрах;
  - Громадянська освіта для молодіжних працівників;
  - Формування здорового способу життя.

## Досягнення та діяльність у 2024 році
У 2024 році в межах програми проведено понад 50 тренінгів, у яких взяли участь більше 1300 осіб. Тренінги організовуються у різних регіонах України та охоплюють як державних службовців, так і представників громадянського суспільства. Основна увага приділяється адаптації молодіжної роботи до викликів воєнного часу та сприянню відновленню країни після війни.

## Нормативна база
Програма базується на положеннях Закону України «Про основні засади молодіжної політики», що визначає правову основу для підтримки молодіжної роботи. Закон закріплює участь молоді у процесах прийняття рішень, розвиток молодіжних центрів та підтримку проєктів, спрямованих на посилення громадянської активності та соціальної згуртованості.

## Міжнародна співпраця
Програма активно співпрацює з міжнародними партнерами, зокрема з ПРООН та Радою Європи, що дозволяє впроваджувати найкращі світові практики та розробляти нові підходи для роботи з молоддю. Особливу увагу приділено підтримці молодіжних працівників, які працюють із внутрішньо переміщеними особами та іншими уразливими групами.

## Значення для молодіжної політики
Програма «Молодіжний працівник» стала ключовим інструментом для розвитку молодіжної політики в Україні, сприяючи підготовці компетентних фахівців, які здатні адаптувати молодіжну роботу до сучасних викликів. Вона також підтримує розвиток молодіжних центрів як просторів, де молодь може отримати навички, необхідні для активної участі у житті громади та відновленні країни.